# It Is Fine! Everything Is Fine.
It is Fine! Everything Is Fine. és una pel·lícula dramàtica independent estatunidenca del 2007 dirigida per David Brothers i Crispin Glover. Va ser escrit i protagonitzat per Steven C. Stewart. També és protagonitzada per Margit Carstensen.
It Is Fine és la segona d'una trilogia planificada de pel·lícules dirigides per Glover (totes elles sota el títol amplificat "A Crispin Hellion Glover Film"), amb les altres dues entrades What Is It? (2005) i It Is Mine (TBA).

## Argument
Un relat psicosexual i fantàstic de la vida d'un home amb paràlisi cerebral i un fetitxe per a noies amb cabells llargs.

## Producció
La pel·lícula va ser completament finançada per Crispin Glover, a través de la seva productora Volcanic Eruptions, utilitzant el seu sou per actuar a Els àngels de Charlie (2000) i altres pel·lícules. Va ser escrit i protagonitzat per l'escriptor i actor d'Utah Steven C. Stewart, que també apareix a What Is It? (2005). Glover i el codirector i dissenyador de producció David Brothers estaven treballant junts en un projecte finalment inacabat a finals de la dècada de 1980 quan Brothers va passar el guió de Stewart a Glover, que els dos es van comprometre a dirigir juntament amb Stewart en el paper principal.
Tot i que encara es trobava en plena postproducció de What Is It?, Glover va començar a rodar It Is Fine! Everything Is Fine. el 2001 a causa del deteriorament de la salut de Stewart, va fer evident que no li quedava molt de temps per viure. La pel·lícula es va rodar de manera intermitent durant sis mesos. Stewart va morir de complicacions de la paràlisi cerebral només un mes després de finalitzar el rodatge principal.
Glover ha dit que el guió de Stewart era a l'estil d'una pel·lícula dels anys 70 feta per a la televisió, i ha dit que "És una narració autobiogràfica, psicosexual fantàstica del punt de vista de la vida [de Stewart]". A part de les escenes d'obertura i de tancament que es van filmar en una residència d'avis, It is Fine! Everything Is Fine. es va rodar íntegrament a l'escenari de so de David Brothers a Salt Lake City, Utah. Glover ha afirmat que és "probablement la millor pel·lícula en la qual [haurà] treballat mai al llarg de [la seva] carrera."

## Estrena
Aquesta pel·lícula es va estrenar a l'Egyptian Theatre de Park City (Utah) el 23 de gener de 2007 per a la projecció de mitja nitt com a selecció oficial del Festival de Cinema de Sundance de 2007. Glover projecta la pel·lícula juntament amb What Is It? a cinemes independents, normalment acompanyada d'una sessió de preguntes i respostes, una narració dramàtica d'una hora de vuit llibres diferents profusament il·lustrats com a presentació de diapositives i una trobada. salutació/signatura de llibres amb Glover.

## Recepció
La pel·lícula havia rebut una puntuació d'aprovació del 80% a Rotten Tomatoes basada en 10 ressenyes. Al XL Festival Internacional de Cinema Fantàstic de Catalunya va obtenir una menció especial al Premi Noves Visions.